# Neal H. Moritz
Neal H. Moritz (Los Angeles, 6 juni 1959) is een Amerikaans filmproducent.
Moritz is een producent en uitvoerend producent bij Sony Pictures Entertainment en oprichter van de onafhankelijke productiestudio Original Film. Bekende werken van Moritz zijn onder meer de filmreeksen I Know What You Did Last Summer en The Fast and the Furious en de televisieserie Prison Break. Moritz werd geboren in Los Angeles en groeide op in Westwood. Hij is afgestudeerd aan de Universiteit van Californië - Los Angeles en de University of Southern California.

## Filmografie

### Als producent
| Jaar | Titel                                     | Opmerkingen                              |
| ---- | ----------------------------------------- | ---------------------------------------- |
| 1992 | Juice                                     |                                          |
| 1994 | Blind Justic                              | Televisiefilm                            |
| 1994 | The Stoned Age                            |                                          |
| 1997 | Volcano                                   |                                          |
| 1997 | I Know What You Did Last Summer           |                                          |
| 1998 | Urban Legend                              |                                          |
| 1998 | I Still Know What You Did Last Summer     |                                          |
| 1999 | Cruel Intentions                          |                                          |
| 1999 | Blue Streak                               |                                          |
| 1999 | Held Up                                   |                                          |
| 2000 | The Skulls                                |                                          |
| 2000 | Urban Legens: Final Cut                   |                                          |
| 2000 | Cruel Intentions 2                        | Direct-naar-video                        |
| 2001 | Evil Woman                                | Originele titel: Saving Silverman        |
| 2001 | The Fast and the Furious                  | Ook cameo                                |
| 2001 | Class Warfare                             | Televisiefilm                            |
| 2001 | Soul Survivors                            |                                          |
| 2001 | The Glass House                           |                                          |
| 2001 | Not Another Teen Movie                    |                                          |
| 2002 | Slackers                                  |                                          |
| 2002 | The Skulls II                             | Direct-naar-video                        |
| 2002 | XXX                                       |                                          |
| 2002 | Sweet Home Alabama                        |                                          |
| 2003 | 2 Fast 2 Furious                          | Ook cameo                                |
| 2003 | S.W.A.T.                                  | Ook cameo                                |
| 2003 | Out of Time                               |                                          |
| 2004 | Torque                                    |                                          |
| 2004 | The Skulls III                            | Direct-naar-video                        |
| 2004 | Cruel Intentions 2                        | Direct-naar-video                        |
| 2005 | xXx: State of the Union                   |                                          |
| 2005 | Devour                                    | Direct-naar-video                        |
| 2005 | Stealth                                   |                                          |
| 2006 | The Fast and the Furious: Tokyo Drift     |                                          |
| 2006 | Click                                     |                                          |
| 2006 | I'll Always Know What You Did Last Summer | Direct-naar-video                        |
| 2006 | Gridiron Gang                             |                                          |
| 2007 | Evan Almighty                             |                                          |
| 2007 | I Am Legend                               |                                          |
| 2008 | Vantage Point                             |                                          |
| 2008 | Prom Night                                |                                          |
| 2008 | Made of Honor                             |                                          |
| 2009 | Fast & Furious                            |                                          |
| 2010 | The Bounty Hunter                         |                                          |
| 2011 | The Green Hornet                          |                                          |
| 2011 | S.W.A.T.: Firefight                       | Direct-naar-video                        |
| 2011 | Battle: Los Angeles                       |                                          |
| 2011 | Fast Five                                 |                                          |
| 2011 | The Change-Up                             |                                          |
| 2012 | 21 Jump Street                            |                                          |
| 2012 | Total Recall                              |                                          |
| 2013 | Jack the Giant Slayer                     |                                          |
| 2013 | Dead Man Down                             |                                          |
| 2013 | Fast & Furious 6                          |                                          |
| 2013 | R.I.P.D.                                  |                                          |
| 2014 | 22 Jump Street                            |                                          |
| 2014 | Search Party                              |                                          |
| 2015 | Furious 7                                 |                                          |
| 2015 | Goosebumps                                |                                          |
| 2016 | Passengers                                |                                          |
| 2017 | Fast & Furious 8                          | Originele titel: The Fate of the Furious |
| 2017 | S.W.A.T.: Under Siege                     | Direct-naar-video                        |
| 2018 | Goosebumps 2: Haunted Halloween           |                                          |
| 2018 | Hunter Killer                             |                                          |
| 2019 | Escape Room                               |                                          |
| 2019 | The Art of Racing in the Rain             |                                          |
| 2020 | Sonic the Hedgehog                        |                                          |
| 2020 | Bloodshot                                 |                                          |
| 2020 | Spenser Confidential                      |                                          |
| 2021 | F9                                        |                                          |
| 2021 | Escape Room: Tournament of Champions      |                                          |
| 2023 | Fast X                                    |                                          |
| 2024 | Knuckles                                  | Televisieserie                           |
| 2024 | Sonic the Hedgehog 3                      |                                          |
| 2025 | I Know What You Did Last Summer           |                                          |

### Als uitvoerend producent
| Jaar       | Titel                         | Opmerkingen       |
| ---------- | ----------------------------- | ----------------- |
| 1990       | Framed                        | Televisiefilm     |
| 1998       | The Rat Pack                  | Televisiefilm     |
| 1999       | Shasta McNasty                | Televisieserie    |
| 1999       | Monster!                      | Televisiefilm     |
| 2000       | Cabin by the Lake             | Televisiefilm     |
| 2000       | Hendrix                       | Televisiefilm     |
| 2000       | Electra's Guy                 | Televisiefilm     |
| 2001       | Return to Cabin by the Lake   | Televisiefilm     |
| 2001       | Shotgun Love Dolls            | Televisiefilm     |
| 2002-2004  | Greg the Bunny                | Televisieserie    |
| 2003       | Vegas Dick                    | Televisiefilm     |
| 2003       | The Pool at Maddy Breaker's   | Televisiefilm     |
| 2003       | Still Life                    | Televisieserie    |
| 2003-2005  | Tru Calling                   | Televisieserie    |
| 2004       | Mr. Ed                        | Pilotaflevering   |
| 2005-2006  | 'Point Pleasant               | Televisieserie    |
| 2005-2017  | Prison Break                  | Televisieserie    |
| 2007       | Not Another High School Show  | Televisiefilm     |
| 2008       | SIS                           | Televisiefilm     |
| 2009       | Prison Break: The Final Break | Direct-naar-video |
| 2010-2013  | The Big C                     | Televisieserie    |
| 2011       | The Music Never Stopped       |                   |
| 2013       | Save Me                       | Televisieserie    |
| 2016       | Cruel Intentions              | Pilotaflevering   |
| 2016-2019  | Preacher                      | Televisieserie    |
| 2017       | Roadside Picnic               | Pilotaflevering   |
| 2017-2019  | Happy!                        | Televisieserie    |
| 2017-heden | S.W.A.T.                      | Televisieserie    |
| 2019-2021  | Fast & Furious Spy Racers     | Televisieserie    |
| 2019-2022  | The Boys                      | Televisieserie    |
| 2023-heden | Goosebumps                    | Televisieserie    |
| 2023-heden | Gen V                         | Televisieserie    |